# Hans Krajenbrink
Derk Johan (Hans) Krajenbrink (Gelselaar, 3 augustus 1930 – Enkhuizen, 2 augustus 2005) was een Nederlands politicus van de ARP en later het CDA.
Hij werd geboren in een kerkdorp in de buurt van Borculo maar toen hij twee jaar oud was verhuisde het gezin naar Oostwold in de Groningse gemeente Oldambt omdat zijn vader daar benoemd was tot hoofd van de christelijke lagere school. Na het gymnasium in Winschoten ging hij rechten studeren aan de Rijksuniversiteit Groningen waar hij in 1959 is afgestudeerd. Daarna ging hij in Haarlem werken als juridisch adviseur van de Christelijke Boeren- en Tuindersbond (CBTB). In oktober 1965 werd hij de burgemeester van Ulrum en in mei 1975 volgde zijn benoeming tot burgemeester van Enkhuizen. Hij zou die functie vervullen tot hij in september 1995 met pensioen ging. Bijna 10 jaar later overleed hij op 74-jarige leeftijd. Zijn jongere broer Jan Krajenbrink zat voor het CDA in de Tweede Kamer en is daarna burgemeester van Woudenberg geweest.